# Autoroute A1 (Macédoine du Nord)
Pour les articles homonymes, voir A1 et Autoroute A1.
L'autoroute A1 (en macédonien : Автопат А1) est la principale autoroute de Macédoine du Nord. 

## Description
Elle fait partie de la route européenne 75 et relie Tabanovce, situé sur la frontière serbe, à Gevgelija, située sur la frontière grecque. La A1 suit en grande partie le cours du Vardar, le principal fleuve du pays, et dessert les villes de Kumanovo, Veles et Demir Kapija. 
En raison du relief, l'autoroute se divise en deux branches au parcours distinct entre Veles et Katlanovo.
L'autoroute fait 165 kilomètres de long et elle a été inaugurée en 1979. En partie vétuste et incomplète, elle est sujette à plusieurs campagnes de travaux. La plus importante vise à reconstruire la section de 28 kilomètres située entre Smokvica et Demir Kapija, un projet qui nécessite notamment deux nouveaux tunnels, longs de 1 250 m et 1 300 m, six ponts et deux échangeurs. Les péages doivent également être rénovés. Les travaux sur l'autoroute doivent être achevés en 2016 et ils sont financés par la Banque européenne de reconstruction, qui a accordé au gouvernement macédonien un prêt de 107 millions d'euros.

## Galerie

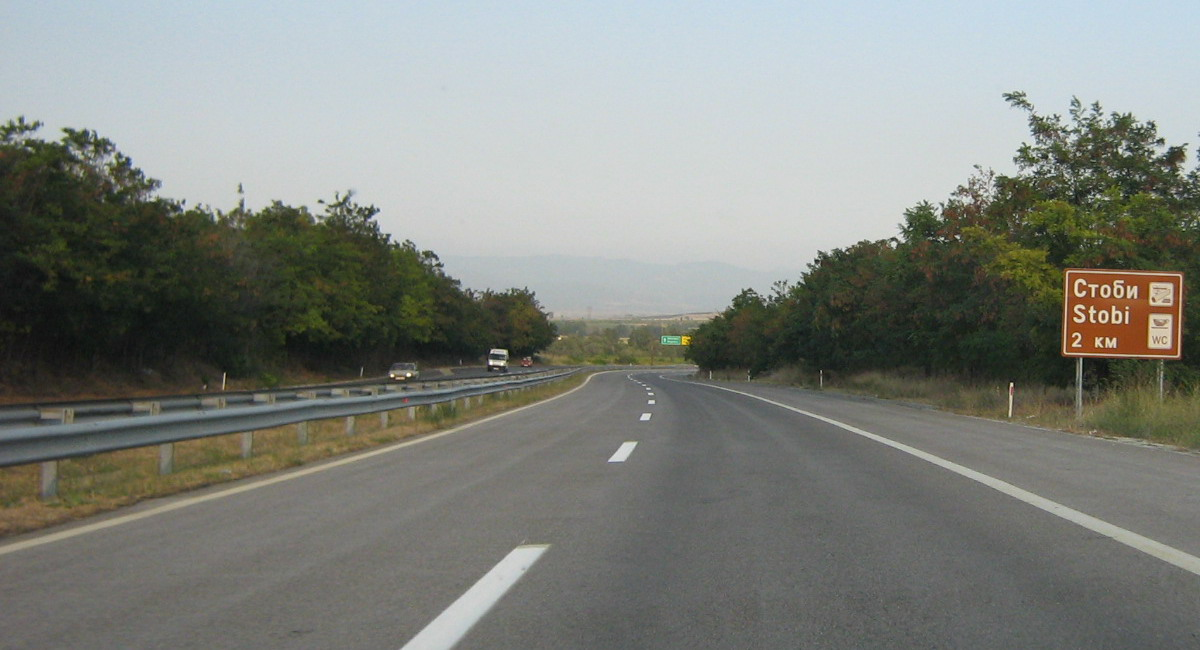
L'autoroute près de Stobi.
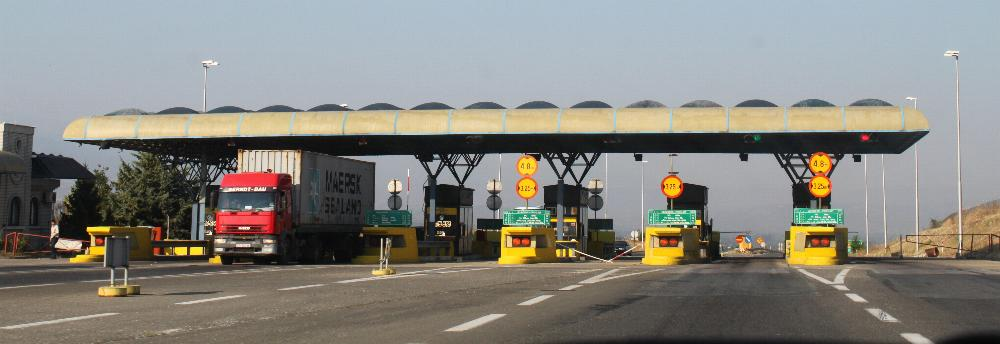
Péage sur la A1.